# Пятёрка грушевого павильона

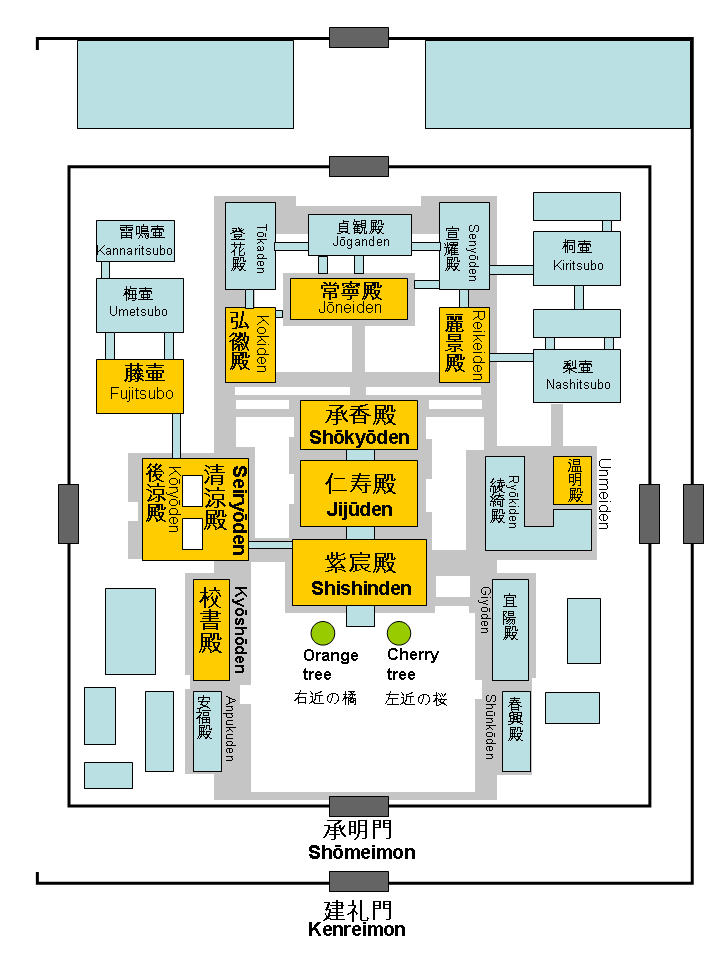
План Внутреннего императорского дворца Хэйан в Киото. Грушевый павильон (梨壺 — «Насицубо») справа второй из поименованных сверху.

Пятёрка грушевого павильона (梨壺の五人 Насицубо-но гонин) — группа из пяти поэтов и критиков, составивших императорскую антологию Госэнсю и сделавших первичную разметку Манъёсю. Группа названа так по наименованию одного из павильонов в резиденции императора — в так называемом «Внутреннем дворце» в Киото.
Группу возглавлял Онакатоми Ёсинобу, и в неё входили:
- Онокатоми-но Ёсинобу (922—991)
- Киёхара-но Мотосукэ (908—990)
- Минамото-но Ситагё (911—983)
- Ки-но Токибуми (процветал ок. 950)
- Саканоуэ-но Мотики (процветал ок. 950)

Госэн вакасю (яп. 後撰和歌集, «позднее составленное собрание японских песен»), сокращённо «Госэнсю», — сборник стихотворений жанра вака, преимущественно не вошедших в Кокинсю. Работа на антологией началась по распоряжению императора Мураками и была закончена в 951 году. 
Кроме составления «Госенсю», группа осуществила первую разметку (или «котэн») антологии «Манъёсю» — самого значительного литературного памятника Японии, написанного сложночитаемой системой фонетического использования иероглифов — манъёганой. Разметка была проделана в 951 году по приказу императора Мураками. Последующая разметка, «цугитэн», была проведена в XI—XII веках.